# Charibert II
Charibert II (ur. ok. 608, zm. 8 kwietnia 632 w Blaye) – król Akwitanii z dynastii Merowingów, syn króla Chlotara II i jego drugiej żony Sychildy.
Po śmierci króla Chlotara II, Charibert zażądał od swojego starszego brata, Dagoberta (od 623 r. króla Austrazji), własnej dzielnicy w Neustrii. W rozpoczętych negocjacjach Chariberta reprezentował jego wuj, Brodulf, brat królowej Sychildy. Wkrótce Brodulf został zamordowany na rozkaz Dagoberta, który wydzielił bratu dzielnicę w Akwitanii. Porozumienie między braćmi zostało przypieczętowane w 631 r., kiedy Charibert został ojcem chrzestnym syna Dagoberta, Sigiberta.
Władztwo Chariberta obejmowało Tuluzę, Cahors, Agen, Perigueux i Saintes. Dochodziły to tego jeszcze ziemie w Gaskonii, które przypadły Charibertowi po jego małżeństwie z Gizelą, córką i dziedziczką Armanda z Gaskonii. Charibert toczył również walki z Baskami, zakończone podporządkowaniem ich terytoriów królowi Akwitanii.
Charibert zmarł w 632 r. w Blaye w Żyrondzie, prawdopodobnie zamordowany na rozkaz Dagoberta I. Wkrótce później zamordowany został mały synek Chariberta, Chilperyk. Akwitania ponownie przeszła w ręce Dagoberta. Charibert i Chilperyk zostali pochowani we wczesnoromańskiej bazylice św. Romana w Blaye.
Niektórzy historycy uważają, że synem Chariberta był Boggis, który w 632 r. otrzymał tytuł księcia Akwitanii.